# Andespapegaai
De andespapegaai (Hapalopsittaca amazonina) is een vogel uit de familie Psittacidae (papegaaien van Afrika en de Nieuwe Wereld). De wetenschappelijke naam van de soort werd als Psittacus amazoninus in 1845 gepubliceerd door Marc Athanese Parfait Oeillet Des Murs. Het is een door habitatverlies kwetsbaar geworden vogelsoort die  voorkomt in Colombia en Venezuela.

## Kenmerken
De vogel is 23 cm lang, enigszins gedrongen en overwegend groen gekleurd. Op de kruin is de vogel dof oranje gekleurd, met daaronder tussen snavel en het oog meer geeloranje en fijne gele streepjes op de oranjerood gekleurde zijkant van de kop. De borst is lichtbruin, verder is de vogel groen met een rode vlek op de schouder en blauw op de handpennen en vleugeldekveren. De staart is rood overgaand in lichtpaars.

## Verspreiding en leefgebied
Deze soort komt voor in Colombia en noordwestelijk Venezuela. De leefgebieden van deze vogel liggen in de nevelwouden en aangrenzende epifytenrijke bossen in de uitlopers van de Andes op 2000 tot 3000 meter boven zeeniveau.
Er zijn drie ondersoorten:
- H. a. theresae: noordoostelijk Colombia en noordwestelijk Venezuela.
- H. a. velezi: centrale Andes van Colombia.
- H. a. amazonina: oostelijke Andes van Colombia.

## Status
De grootte van de populatie werd in 2016 door BirdLife International geschat op 2,5 tot 10 duizend volwassen individuen. De populatie-aantallen nemen af door habitatverlies. Het leefgebied wordt aangetast door ontbossing en mijnbouwactiviteiten. Natuurlijk bos maakt plaats voor intensief agrarisch gebruik zoals de teelt van illegale drugs, beweiding met rundvee en de aanleg van infrastructuur. Om deze redenen staat deze soort als gevoelig op de Rode Lijst van de IUCN.
Er gelden beperkingen voor de handel in deze papegaai, want de soort staat in de Bijlage II van het CITES-verdrag.